# Günter Wenger
Günter Wenger (* 1940) ist ein Brigadegeneral außer Dienst des Heeres der Bundeswehr.

## Leben
Wenger trat in die Bundeswehr ein und wurde zum Offizier der Artillerietruppe ausgebildet. Von 1971 bis 1973 absolvierte er den 14. Generalstabslehrgang Heer an der Führungsakademie der Bundeswehr in Hamburg, wo er zum Offizier im Generalstabsdienst ausgebildet wurde.
Wenger war von 1992 bis 1993 als Oberst der Stabsabteilungsleiter II (Militärisches Nachrichtenwesen) im Führungsstab des Heeres im Bundesministerium der Verteidigung auf der Hardthöhe in Bonn. Von Oktober 1993 bis September 1994 führte er die Schule für Nachrichtenwesen der Bundeswehr in Bad Ems. 
Danach war Wenger Amtschef des Amtes für Nachrichtenwesen der Bundeswehr (ANBw). Unter ihm bezog das Amt im April 1996 seinen neuen Standort in der Philipp-Freiherr-von-Boeselager-Kaserne in Grafschaft, Ortsteil Gelsdorf, bei Bonn. Zuvor war es in Bad Neuenahr-Ahrweiler, ab Mai 1983 in der ehemaligen Kurklinik Ahrblick untergebracht. Am 29. März 2001 wurde das Kommando über das ANBw an seinen Nachfolger Armin Hasenpusch übergeben und Wenger in den Ruhestand versetzt.